# 托马·博尼·亚伊

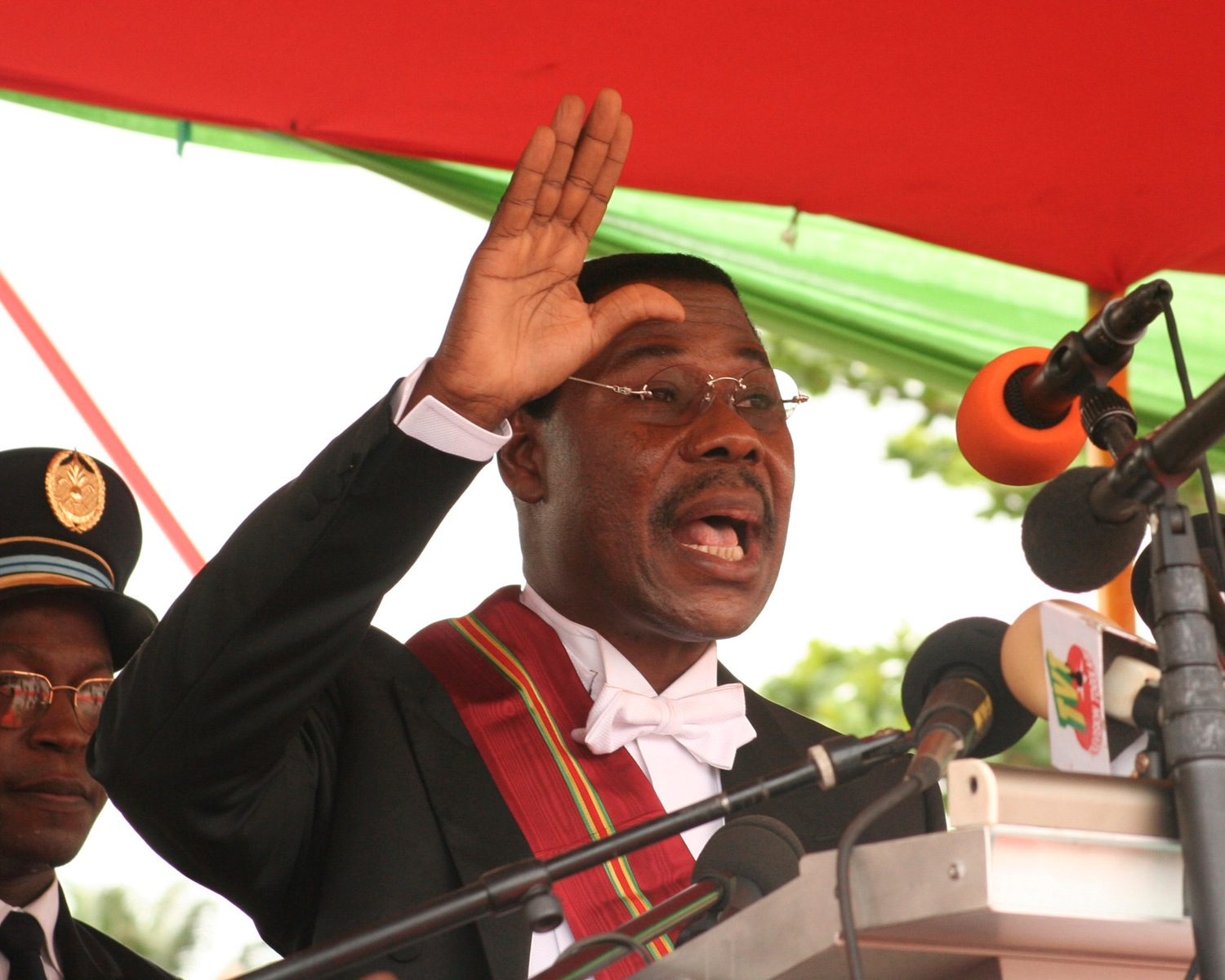
2006年6贝宁总统就职典礼的亚伊·博尼

托马·博尼·亚伊（法語：Thomas Boni Yayi；1952年6月1日—），贝宁银行家、政治家，曾任贝宁总统。

## 荣誉

### 外国勋章奖章
- 芬兰白玫瑰大十字勋章附颈饰（芬兰，2010年[1]）